# Gail Zappa
Gail Zappa (született Adelaide Gail Sloatman) (Philadelphia, Pennsylvania, 1945. január 1. – Los Angeles, Kalifornia, 2015. október 7.) Grammy-díjas zenei producer, Frank Zappa második felesége. Zappával 1966-ban találkoztak a Los Angelesi repülőtéren; Gail akkoriban Whisky a Go Go bárban dolgozott Los Angelesben. 1967 szeptember 21-én házasodtak össze, ekkor Gail már várandós volt Moon Unittal. Négy gyermekük van: Moon Zappa, Dweezil Zappa, Ahmet Zappa, és Diva Zappa. Gail Zappa Lala Sloatman színésznő nagynénje.

## Zappa Gailről
Az én mesés feleségem
A három várost érintő kimerítő turné után bemutattak egy kis nősténynek, Adelaide Gail Sloatmannek, aki titkárnő volt a Whisky-a-Go-Go klubban. Eltartott pár percig, de (ne nevessenek) beleszerettem, előbb együtt éltünk, majd 1967-ben, egy szörnyen nevetséges polgári szertartással törvényesítettük kapcsolatunkat.
Első európai turném előtt pár nappal házasodtunk össze. Kilenc hónapos terhes volt, küszöbön állt a szülés. Elmentünk a New York City Hallba, éppen zárás előtt érkeztünk. Nem volt jegygyűrűm - az igazság az, hogy Gailnek még a mai napig sincs jegygyűrűje.
A pulton, ahonnan el kellett venni a hatósági engedélyt, volt egy pénzbedobós automata, golyóstollat árult, "Gratuláció Lindsay polgármestertől" felirattal: tíz cent volt darabja. Vennem kellett egyet, hogy kitölthessem a nyomtatványt. Aztán odarohantunk a sok kis "házasságkötő fülke" egyikéhez. Belülről zöld volt, engem kifejezetten biliárdasztalra emlékeztetett a színe. A közepén egy műmárvány pulpituson egy óra, hasonló a munkahelyeken lévő blokkolóórákhoz. Az anyakönyvvezető kilyukasztotta a kártyáinkat, lenyomta A Szöveget, majd kérte A Gyűrűt. Mondtam neki, hogy golyóstollam van, és odatűztem Gail dudorodó kismamaruhájára.

## Zappa halála után
Frank Zappa 1993-as halálát követően ő felügyelte Zappa felvételeinek kiadását a Zappa Family Trust élén, Joe Travers "főraktárossal" ő választotta ki a kiadásra szánt posztumusz anyagokat. Fokozott erőkkel védte a zappai örökséget, rendszeresen perelte a férje zenéjét játszó zenekarokat, több koncertet és turnét kellett törölni a támadásai miatt (pl. Project/Object).
A Zappa Family Trust 2009 januárjában elvesztette a német Zappanale fesztivál ellen indított pert - a felperesek szerint a fesztivál logója megtévesztően hasonlít a jogvédett Zappa-bajuszhoz, a bíróság azonban ezt nem látta megalapozottnak.